# Pasar Ujung Batu
Pasar Ujung Batu is een bestuurslaag in het regentschap Padang Lawas van de provincie Noord-Sumatra, Indonesië. Pasar Ujung Batu telt 3389 inwoners (volkstelling 2010).